# Josefine Adolfsson
Josefine Adolfsson (* 27. Oktober 1973 in Vårby, Stockholms län) ist eine schwedische Schriftstellerin, Drehbuchautorin und Dokumentarfilmerin. 

## Leben
Adolfsson absolvierte eine künstlerische Ausbildung für Bühne und Medien an den Stockholmer Hochschulen Dramatiska Institutet und Stockholms dramatiska högskola. Außerdem studierte sie Wirtschaftsgeschichte, Literaturwissenschaft sowie Theaterwissenschaft an den Universitäten Stockholm und Lund als auch Film- und Medienwissenschaft an der Universität Kopenhagen. Anschließend arbeitete sie als Moderatorin, Produzentin, Reporterin sowie Kolumnistin für Gesellschafts- und Kulturredaktionen bei den schwedischen Radiosendern P1 und P3. Für die viele Jahre währende Arbeit als treibende Kraft des Bühnenprojektes Lava, einer Plattform für nicht etablierte und alternative Kunst im Stockholmer Kulturhaus, wurde sie 2002 als Stockholmerin des Jahres mit dem Preis Gulddraken der Zeitung Dagens Nyheter ausgezeichnet. 
Adolfsson schreibt Romane, Dramen, Drehbücher und Filmkritiken. Ihre Werke bewegen sich im Grenzbereich zwischen Fiktion und Realität. Neben ihrer schriftstellerischen Tätigkeit dreht sie Dokumentarfilme. Sie gewann 2001 den Prix Europa mit der Radiodokumentation Titta inte sådär på mig. 2012 wurde sie zusammen mit Lisa Aschan mit dem Filmpreis Guldbagge in der Kategorie Bestes Drehbuch für Apflickorna ausgezeichnet.

## Werke (Auswahl)

### Radioproduktionen
- Jourhavande kompis (2000)
- Titta inte sådär på mig (2001)
- Sällskapslekar (2001)
- Magical Misery Tour (2001)
- Sveriges fetradio (2002)
- Läget (2003)
- Om vi drömmer (2004)

### Bibliografie
- Kårnulf was here (2004)
- Farlighetslagen (2009)
- Ingens mamma (2013)
- SWAT (2016)

### Filmografie
- Apflickorna (2011)
- She's Wild Again Tonight (2015)